# Solpugella ruandana
Solpugella ruandana es una especie de arácnido  del orden Solifugae de la familia Solpugidae.

## Distribución geográfica
Se encuentra en Ruanda.